# Fosamprenavir
El fosamprenavir (comercializado con los nombres de Lexiva y Telzir), es un profármaco antirretroviral que pertenece a una clase de medicamentos denominados inhibidores de la proteasa. El fosamprenavir se usa junto con otros medicamentos para tratar la infección por el virus de la inmunodeficiencia humana (VIH) y el síndrome de inmunodeficiencia adquirida (SIDA).

## Efectos secundarios
- Cansancio
- Dolor de cabeza
- Diarrea
- Náuseas
- Vómitos